# Up & Down (сингл EXID)
«Up & Down» (с англ. — «Вверх и вниз»; кор. 위아래) — сингл записанный южнокорейской гёрл-группы EXID. Он был выпущен 27 августа 2014 года, Banana Culture как цифровой сингл, а затем был включен во второй мини-альбом, Ah Yeah (2015) и в дебютный японский студийный альбом группы, Trouble (2019).

## Композиция
Песня была написана и спродюсирована Shinsadong Tiger, Beomi, LE и Nyangi.
Версия песни на японском языке была выпущена в качестве дебютного сингла в Японии 22 августа 2018 года, ознаменовав возвращение участницы Сольчжи.

## Релиз
«Up & Down» был выпущен в Южной Корее как цифровой сингл 27 августа 2014 года.
В Японии песня была выпущена в виде одного альбома под названием Up & Down Special Edition 22 августа 2018 года, как дебютный японский сингл группы.

## Коммерческий успех
Песня дебютировала под номером 34 в цифровом чарте Gaon на неделе, закончившейся 22 ноября 2014 года. На своей второй неделе песня заняла место под номером 7, за которой последовали три консевутивные недели под номером 5 и новый пик под номером 3 на шестой неделе. Песня возглавила чарты на неделе, закончившейся 3 января 2015 года.
Песня была 77-й самой продаваемой песней 2014 года с более чем 525,183 проданных загрузок. Это была также 28-я самая продаваемая песня 2015 года с 971,632 проданных загрузок. Он продал более 1,496,815 загрузок по состоянию на декабрь 2015 года.

### Японская версия
Сингл дебютировал под номером 15 в чарте синглов Oricon в своем дневном чарте и достиг пика на 7-м месте в свой седьмой день.
Сингл дебютировал под номером 18 в чарте синглов Oricon в своем недельном графике, с 7 710 проданными копиями.

## Трек-лист
| №                   | Название             | Текст песни                      | Музыка                           | Аранжировка                   | Длительность |
| ------------------- | -------------------- | -------------------------------- | -------------------------------- | ----------------------------- | ------------ |
| 1.                  | «Up & Down» (위아래) | Shinsadong Tiger Beomi LE Nyangi | Shinsadong Tiger Beomi LE Nyangi | Shinsadong Tiger Beomi Nyangi | 3:09         |
| 2.                  | «Up & Down» (Inst.)  |                                  | Shinsadong Tiger Beomi Nyangi    | Shinsadong Tiger Beomi Nyangi | 3:09         |
| Общая длительность: | Общая длительность:  | Общая длительность:              | Общая длительность:              | Общая длительность:           | 6:18         |

| №                   | Название                       | Текст песни                      | Музыка                           | Arrangement                   | Длительность |
| ------------------- | ------------------------------ | -------------------------------- | -------------------------------- | ----------------------------- | ------------ |
| 1.                  | «Up & Down» (Japanese version) | Shinsadong Tiger Beomi LE Nyangi | Shinsadong Tiger Beomi LE Nyangi | Shinsadong Tiger Beomi Nyangi | 3:13         |
| 2.                  | «Cream» (Японская вер.)        |                                  |                                  |                               | 3:16         |
| 3.                  | «Vaporize Yourself!»           |                                  |                                  |                               | 3:31         |
| 4.                  | «Up & Down» (DJ moe remix)     |                                  |                                  |                               | 3:15         |
| Общая длительность: | Общая длительность:            | Общая длительность:              | Общая длительность:              | Общая длительность:           | 13:15        |

## Чарты и продажи
| Чарты (2015)            | Пиковые позиции |
| ----------------------- | --------------- |
| Республика Корея (Gaon) | 1               |

| Чарты (2018)    | Пиковые позиции |
| --------------- | --------------- |
| Япония (Oricon) | 18              |

### Продажи
| Страна          | Продажи |
| --------------- | ------- |
| Япония (Oricon) | 9,213   |